# Rinat Jumabaev
Rinat Jumabaev ou Joumabaïev (en kazakh : Ринат Жұмабаев, transcription utilisée par la FIDE : Rinat Jumabayev) est un joueur d'échecs kazakh né le 23 juillet 1989 à Chimkent.
Au 1er juillet 2019, il est le numéro un kazakh et le 141e joueur mondial avec un classement Elo de 2 633 points.

## Biographie et carrière
Grand maître international depuis 2009, il a remporté le championnat du Kazakhstan en 2014 et 2017.
Il finit quatrième du Championnat d'Asie d'échecs 2019.

### Compétitions par équipes
Il a participé à quatre olympiades avec le Kazakhstan : en 2008 (il était remplaçant), puis en 2010 et 2012 (il jouait au deuxième échiquier) et en 2016 (il jouait au premier échiquier),.

### Coupes du monde
Rinat Jumabaev a représenté le Kazakhstan lors de la coupe du monde d'échecs 2011 (éliminé au premier tour par Laurent Fressinet) et de la coupe du monde d'échecs 2015 (éliminé au premier tour par Pavel Eljanov).
En mai 2019, il remporte le tournoi zonal de la zone 3.4, à égalité avec Rustam Qosimjonov, ce qui le qualifie pour la Coupe du monde d'échecs 2019. Lors de la coupe du monde, il bat le Hongrois Ferenc Berkes au premier tour, puis est éliminé par le Russe Dmitri Andreïkine au deuxième tour.